# Atrazine
L’atrazine (2-chloro-4-(éthylamine)-6-(isopropylamine)-s-triazine) est la substance active d'un pesticide appartenant à la famille chimique des triazines (caractérisée par un cycle s-triazine), qui présente un effet herbicide.
L’atrazine bloque la plastoquinone, un transporteur d'électrons et de protons du système de photosynthèse, inhibant le transport d’électrons. L'atrazine est l'un des herbicides les plus couramment utilisés ; selon l’Agence de protection de l'environnement des États-Unis (EPA), en 2003 les États-Unis ont utilisé 77 millions de livres d'atrazine.
Très utilisée depuis les années 1960 du fait de son prix modéré, de son efficacité et de son ancienneté sur les marchés, l'atrazine continue à être utilisée actuellement dans beaucoup de pays dont les États-Unis, où quelque 40 000 tonnes seraient épandues chaque année sur des cultures telles que le maïs, le blé, le sorgho et la canne à sucre pour le traitement en pré et post-émergence des adventices (plantes indésirables).
L’atrazine a été interdite dans l'Union européenne depuis 2003 et en Suisse depuis 2012.
De 2002 à 2006, en France, une vaste étude épidémiologique de l’Institut national de la santé et de la recherche médicale (INSERM), réalisée en Bretagne sur quelque 3 500 femmes enceintes en début de grossesse, « a mis en évidence que les femmes ayant des traces d’atrazine dans les urines avaient 70 % de risque supplémentaire de mettre au monde un enfant ayant une faible circonférence crânienne à la naissance. Avec, pour conséquence, un moindre développement neuro-cognitif » et « avaient 50 % de risque supplémentaire d’avoir un enfant de petit poids à la naissance ». Le biologiste Tyrone Hayes, de l'université de Berkeley en Californie, une référence mondiale dans ce domaine, est arrivé à la même conclusion que l’INSERM. En 2007, il publie un rapport mettant en cause l'atrazine comme cause potentielle de certains cancer de la prostate et de cancer du sein. Cette molécule semble de plus avoir un effet épimutagène.
L'atrazine a été inventée par Geigy en 1958, et Syngenta en est aujourd'hui le principal producteur.

## Caractéristiques physico-chimiques
Les caractéristiques physico-chimiques dont l'ordre de grandeur est indiqué ci-après, influencent les risques de transfert de cette substance active vers les eaux, et le risque de pollution des eaux :
- hydrolyse à pH 7 : très stable ;
- solubilité : 34,7 mg·l-1[3] ;
- coefficient de partage carbone organique-eau : 90 cm3·g-1. Ce paramètre, noté Koc, représente le potentiel de rétention de cette substance active sur la matière organique du sol. La mobilité de la matière active est réduite par son adsorption sur les particules du sol, mais après avoir été adsorbée elle peut aussi être désorbée[13] ;
- durée de demi-vie dans les sols : 44 jours en moyenne (varie de 15 à 100 jours, voire plus selon le type de sol, la présence ou l'absence de certaines bactéries, le travail du sol et sa température[14]. Ce paramètre, noté DT50, représente le potentiel de dégradation de cette substance active, et sa vitesse de dégradation dans le sol ;
- coefficient de partage octanol-eau : 2,75. Ce paramètre, noté log Kow ou log P, mesure l’hydrophilie (valeurs faibles) ou la lipophilie (valeurs fortes) de la substance active.

## Biodégradation
Le début de la biodégradation de l’atrazine peut survenir selon trois mécanismes connus. L'atrazine peut d’abord être déchlorée, puis le cycle restant est enlevé par les amidohydrolases. Ces étapes sont effectuées par les enzymes Atz A et C, respectivement, qui sont communément produites par les organismes vivants les plus répandus. Le produit final, l’acide cyanurique, sert ensuite de source de carbone et d'azote. Le micro-organisme le plus connu utilisant cette voie est l’ADP d’une souche de pseudomonas. L'autre mécanisme implique la désalkylation du groupe amine. Dans ce mécanisme, la déchloration peut être réalisée dans une seconde étape pour finalement aboutir éventuellement à la formation d’acide cyanurique, ou bien à un produit final qui est le 2-chloro-4-hydroxy-6-amino-1,3,5-triazine, pour lequel on ne connaît pas encore actuellement de voie de dégradation ultime. Cette voie métabolique peut être empruntée par une seule espèce de Pseudomonas ou par un grand nombre de bactéries.
L’absorption de l'atrazine par les sols détermine sa biodisponibilité pour la dégradation, qui est réalisée surtout par des micro-organismes. Un faible taux de biodégradation de l’atrazine est la conséquence d’une faible solubilité et d’une absorption dans des zones inaccessibles pour les bactéries. L'ajout de tensioactifs augmente la solubilité, et catalyse sa dégradation. Avant d'utiliser un tensioactif, il est indispensable d’évaluer ses effets sur l'environnement, ainsi que son utilisation comme source préférentielle d'énergie et de carbone. L'atrazine est elle-même une faible source d'énergie en raison du niveau élevé d’oxydation des atomes de carbone de son cycle. Il est catabolisé comme source de carbone et d'azote dans des environnements limités bien que sa disponibilité optimale en azote et en carbone soit inconnue. Il a été démontré que l'azote inorganique augmentait alors que le catabolisme de l'atrazine alors que l'azote organique le diminuait.[pas clair] De faibles concentrations en glucose peuvent avoir pour effet de diminuer la biodisponibilité par le biais de la formation d'atrazine liée, tandis que des concentrations plus élevées peuvent stimuler le catabolisme de l'atrazine.
Les gènes AtzA-C ont été retrouvés partout et on a constaté qu’ils étaient largement répandus dans le monde entier chez les micro-organismes capables de dégrader l'atrazine. Cela pourrait être la conséquence d’une diffusion massive des gènes AtzA-C à l'échelle mondiale. Dans l’ADP de l’espèce Pseudomonas, les gènes atz sont situés sur le même plasmide que les gènes responsables du catabolisme du mercure sans toutefois être contigus. En laboratoire, ce plasmide est transférable par conjugaison aux bactéries Gram négatives ce qui pourrait facilement conduire à une diffusion mondiale étant donné les quantités d'atrazine et de mercure produites actuellement. Les gènes AtzA-C ont également été retrouvés chez une bactérie Gram positive, mais dans ce cas ils sont situés sur un chromosome. Cela n'est pas surprenant en raison de la présence d'éléments d'insertion accompagnant chaque gène et de la détection de ces gènes sur différents plasmides. Leurs configurations sur ces différents plasmides suggèrent que l'insertion de ces éléments est impliquée dans la formation de cette voie spécialisée de catabolisme.

## Écotoxicologie
L'atrazine est un produit écotoxique, de plusieurs points de vue, et pour des groupes d'espèces très différents, avec des effets directs et/ou indirects, et même épigénétique, c'est-à-dire pouvant se transmettre d'une génération à l'autre :
- c'est un produit évidemment phytotoxique (l'atrazine est un herbicide) ;
- pour la faune, au-delà d'un seuil (variant selon l'espèce), c'est un toxique (toxicité aiguë) pour les animaux vertébrés à sang chaud.
L'Atrazine semble aussi avoir un effet immunosuppresseur, au moins chez certaines espèces ou groupe d'animaux. 
En effet, non seulement l'atrazine (second herbicide le plus utilisé après le Roundup aux États-Unis)[réf. nécessaire], s'est montré être un puissant perturbateur endocrinien pour les amphibiens anoures (grenouilles, crapauds), en mimant l'action d'une hormone féminisante chez le mâle (œstrogène)[réf. nécessaire], mais elle rend les salamandres macrodactylum (espèce nord-américaine vivant souvent à proximité des lieux de traitement) beaucoup plus sensibles aux infections notamment par le virus « Ambystoma tigrinum Virus » (ATV), l'une des deux maladies émergentes qui tuent les amphibiens, dont les salamandres par hémorragies internes. L’atrazine est donc suspectée d’être une des causes du phénomène récent d’explosion des infections fongiques et virales qui déciment les amphibiens sur toute la planète. 
Dans une expérience récente[17], 384 larves de salamandres exposées à des taux d’atrazine identiques à ceux mesurés dans leur milieu naturel, puis exposées (à la 12e semaines de développement) au virus ATV pendant 3 semaines se sont montrées deux fois plus sensibles au virus que le groupe témoin. 
Les principaux effets écotoxiques et écologiques de ce pesticide pourraient venir non de sa toxicité directe mais de ses effets de perturbateur endocrinien (démontrés sur des poissons et mammifères, sur lesquels cette molécule agit par des voies différentes). Selon les données disponibles, elle peut perturber le développement normal et la fonction endocrinienne des vertébrés inférieurs, mais aussi supérieurs par des voies différentes de celles connues pour la plupart des perturbateurs. L'Atrazine est un compétiteur de certaines hormones en tant qu'inhibiteur de la phosphodiestérase, mais sans affecter les récepteurs estrogen receptor (Toxicol Lett. 2004;154:61–68)[18] ;

- dans le domaine des risques de synergie, quand l’atrazine est combinée au nitrate de sodium (engrais le plus commun et le plus utilisé, notamment là où l’atrazine est la plus employée, et par ailleurs très soluble dans l’eau), les taux de lymphocytes chutent d'environ 20 % ;
- elle peut aussi affecter les animaux à sang froid, dont les amphibiens, généralement considérés comme de bons bioindicateurs, parce qu’ils vivent à la fois dans l’eau et dans l’air, et que leur peau est plus perméable que celle des hommes ;
- les principaux effets écotoxiques et écologiques de ce pesticide pourraient venir non de sa toxicité directe mais de ses effets de perturbateur endocrinien (démontrés sur des poissons et mammifères sur lesquels il agit par des voies différentes). Selon les données disponibles, il peut perturber le développement normal et la fonction endocrinienne des vertébrés inférieurs, mais aussi supérieurs[19]. 
D'autres études ont mis en évidence un lien entre l'atrazine, le cancer du sein[20] et le cancer de la prostate (deux cancers dits « hormonaux ») ;
- Une étude de 2017 a montré que chez le rat de laboratoire l'exposition in utero des gonades de l'embryon à l'atrazine (au moment de leur formation) peut reprogrammer durablement des cellules souches gonadique et être source de problèmes épigénétiques dans les générations suivantes (susceptibilité aux maladies induites par l'atrazine, chez les mâles et les femelles)[11].

Toxicité aiguë : la dose létale 50 (DL50) par voie orale de l'atrazine a été fixée aux valeurs suivantes : 
- - DL50 chez le rat : 3 090 mg·kg-1,
  - DL50 chez la souris : 1 750 mg·kg-1,
  - DL50 chez le lapin : 750 mg·kg-1,
  - DL50 chez le hamster : 1 000 mg/kg ;

- la DL50 cutanée est de :
  - 7 500 mg·kg-1 chez le lapin,
  - plus de 3 000 mg·kg-1 chez le rat.

La LC50 1 heure par inhalation est supérieure à 0,7 mg·l-1 chez le rat. La LC50 4 heures pour l'inhalation est de 5,2 mg·l-1 chez le rat ;
- sur le plan de l’écotoxicologie, les concentrations létales 50 (CL50) dont l'ordre de grandeur est indiqué ci-après, sont observées :
  - CL50 sur poissons : 0,22 mg·l-1,
  - CL50 sur daphnies : 0,24 mg·l-1,
  - CL50 sur algues : 0,043 mg·l-1.

En France, l'utilisation de l'atrazine est interdite par la réglementation depuis 2003, et par l'Union Européenne depuis 2007 avec la décision 2004/141/CE (l'interdiction étant plus ancienne en Allemagne). Mais ce produit y a été très utilisé, et il peut encore être rémanent dans les sols et à l’abri des UV solaires, de moins en moins pour la molécule mère, mais des accumulations de certains de ses produits de dégradation (déséthylatrazine, éthylatrazines...) restent possibles.

## Controverses

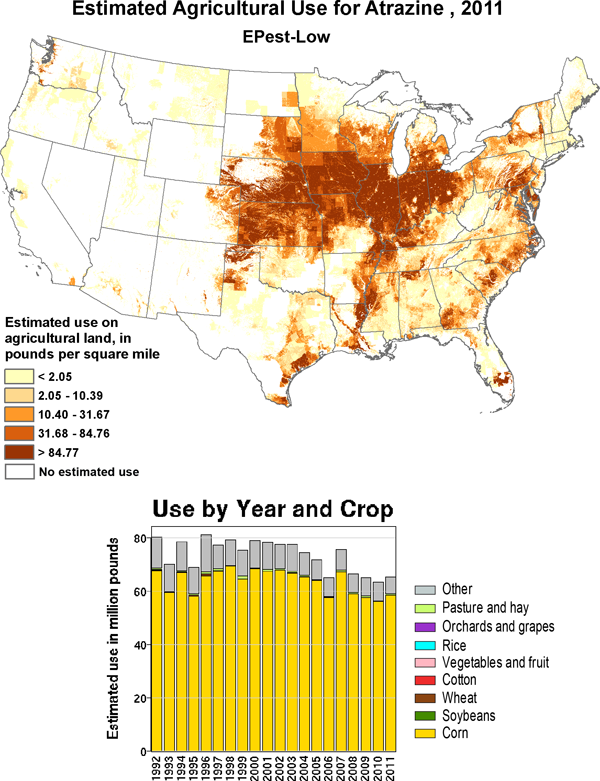
Utilisation de l’atrazine en livres par mille carré par comté. L'atrazine est l'un des herbicides les plus couramment utilisés aux États-Unis.

L'atrazine a été interdite en 2003 dans l’Union européenne. La Commission européenne justifie le retrait des herbicides à base d'atrazine par le motif suivant, précisé dans la décision 2004/248/CE du 10 mars 2004 : 

« Il ressort des évaluations effectuées que les informations fournies ne sont pas suffisantes pour démontrer que, dans les conditions d'utilisation envisagées, les produits phytopharmaceutiques contenant de l'atrazine satisfont d'une manière générale aux exigences fixées à l'article 5, paragraphe 1, points a) et b), de la directive 91/414/CEE. En particulier, les données disponibles en matière de contrôle étaient insuffisantes pour démontrer que sur de grandes superficies, les concentrations de la substance active et de ses produits de décomposition ne seront pas supérieures à 0,1 μg/l dans les eaux souterraines. En outre, il ne peut être garanti qu'une utilisation continue sur d'autres superficies permettra une reconstitution satisfaisante de la qualité des eaux souterraines où les concentrations sont déjà supérieures à 0,1 μg/l dans les eaux souterraines. Ces niveaux de la substance active sont supérieurs aux limites fixées à l'annexe VI de la directive 91/414/CEE et auraient une incidence inacceptable sur les eaux souterraines. Il n'y a donc pas lieu d'inclure l'atrazine à l'annexe I de la directive 91/414/CEE. »

Des herbicides contenant une substance active proche de l'atrazine, la terbuthylazine, sont actuellement utilisés dans plusieurs États membres de l'Union européenne. En revanche, ces herbicides sont interdits en France par l'avis du 26 septembre 2003 en raison du risque cancérogène pour l'opérateur, selon l'avis du 19 janvier 2003 de la Commission d'étude de la toxicité des produits antiparasitaires à usage agricole. Ils sont employés dans environ 80 pays répartis dans le monde entier.
L'atrazine est l'un des herbicides les plus largement diffusé aux États-Unis, avec 76 millions de livres répandues chaque année.
Il a été démontré dans certaines expériences du biologiste Tyrone Hayes de l’Université de Berkeley que l'atrazine était une substance tératogène, et que, même à des concentrations très faibles de l’ordre de 0,1 partie par milliard, elle pouvait féminiser les grenouilles mâles en induisant la production d’œufs par leurs gonades, ce qui transformait effectivement les mâles en hermaphrodites,.
Hayes a également constaté que l'atrazine pouvait faire baisser le taux de testostérone des grenouilles mâles à des niveaux inférieurs à celui des femelles. L’Agence de Protection de l’Environnement (EPA) et son Comité scientifique consultatif indépendant (SAP) a examiné toutes les études disponibles sur ce sujet - y compris les travaux de Hayes - et a conclu qu'il existe  « des données actuellement insuffisantes » pour déterminer si l'atrazine affecte le développement des amphibiens. Hayes, qui faisait initialement partie du groupe SAP, en a démissionné en 2000 pour poursuivre ses études de façon autonome.
En 2003, l'Agence de protection de l'environnement des États-Unis (EPA) a classé l'herbicide comme « probablement non cancérogène » chez l'homme, affirmant qu'il n'avait « aucun résultat parmi les études disponibles qui nous conduirait à conclure qu'un risque de cancer est probable suite à l'exposition à l'atrazine ». Après 10 ans de revue critique de la science, l'EPA a recommandé d’homologuer à nouveau l'atrazine en octobre 2003.
L'EPA a réexaminé pour l’enregistrement final en 2006, les risques d’effets cumulatifs pour les herbicides du groupe des triazines, dont l'atrazine fait partie, et a conclu que ces herbicides ne suscitaient « aucune inquiétude pour les dommages qui résulteraient de son usage pour la population générale américaine, les nourrissons, les enfants ou... les autres consommateurs ».

## Réglementation
Sur le plan de la réglementation des produits phytopharmaceutiques :
- pour l’Union européenne : cette substance active est interdite par la décision 2004/141/CE à la suite de l'examen relatif à l'inscription à l’annexe I de la directive 91/414/CEE ;
- pour la France : cette substance active n'est pas autorisée dans la composition de préparations bénéficiant d’une autorisation de mise sur le marché.

En France, parmi les pesticides, l'atrazine est le principal polluant des eaux[réf. nécessaire]. Pour cette raison, les herbicides contenant de l'atrazine ont été :
- interdits à la commercialisation à partir du 30 septembre 2002 ;
- interdits à l'utilisation à partir du 30 juin 2003.

En effet, il était observé à la date de la décision une présence généralisée dans l'eau de traces d'atrazine et de ses produits dérivés : 40 % des prélèvements effectués en eaux de surface et 25 % des prélèvements en eaux souterraines nécessitaient la mise en place d'un traitement de l'eau[réf. nécessaire].
Par ailleurs, l'AFSSA a confirmé l'absence de risques cancérigènes avérés, mais elle recommande de ne plus consommer l'eau lorsque la présence d'atrazine et de ses dérivés dépassent des valeurs-seuils situées à respectivement 0,4 microgramme (µg/l) pour les nourrissons, 0,6 μg·l-1 pour les enfants et 2 μg·l-1 pour les adultes[réf. nécessaire]. Or, les réseaux de mesures observaient que ces niveaux étaient atteints dans un nombre croissant de cas[réf. nécessaire].
Enfin, il était observé une efficacité de moins en moins avérée de l'atrazine et de ses dérivés, liée non seulement à la réduction des dosages autorisés mais aussi à l'apparition de phénomènes de résistances de certaines mauvaises herbes à cette famille de pesticides[réf. nécessaire].
Introduite en France en 1962[réf. nécessaire], l'atrazine était simple d’utilisation et peu coûteuse. Étant l'un des herbicides les moins chers du marché[réf. nécessaire], elle était massivement utilisée pour la culture du maïs, ce qui a favorisé l'ampleur de la pollution de l'eau[réf. nécessaire].
Consécutivement à la chute de son prix de vente, les multinationales de la chimie ont préféré développer de nouvelles molécules plutôt que d'investir dans des études très coûteuses pour défendre un vieux produit devenu sans intérêt économique[réf. nécessaire]. De cette façon, le marché du désherbage du maïs s'est vu considérablement revalorisé[réf. nécessaire].

### Exportation vers des pays en voie de développement
Depuis 2004, date de l'interdiction de l'atrazine dans l'Union européenne, et selon l'Agence européenne des produits chimiques, le ministère de l'environnement français a autorisé l'exportation de 142 cargaisons d'atrazine vers plusieurs pays en voie de développement dont la Chine et le Pakistan.[réf. nécessaire] L'association Public eye reproche en mai 2017 à la France de violer la convention de Bâle et la convention de Bamako en permettant l'exportation par Syngenta des « déchets dangereux », soit selon les termes de la convention « les substances dangereuses qui ont été frappées d’interdiction [...] dans les pays de production pour des raisons de protection de la santé humaine ou de l’environnement ».
L'Italie vend chaque année plusieurs centaines de tonnes d'atrazine aux entreprises agricoles brésiliennes.

## Suivi, évaluation et dépollution

### Suivi et évaluation environnementale
L'impact de l'atrazine sur la santé humaine et l'environnement a été largement étudié, et a justifié l'interdiction de ce produit. Cependant, le produit, à l'abri de la lumière et de l'oxygène dans le sol ou les sédiments pauvres en microorganismes, peut avoir une durée de vie prolongée, et ses principaux métabolites (le diéthylatrazine et le déisopropylatrazine) peuvent aussi être écotoxiques ou poser problème pour la santé humaine. Il est donc nécessaire de continuer à le surveiller, même après son interdiction.
Il existe plusieurs techniques pour surveiller la présence d’atrazine et de ses métabolites dans l'eau : il y a entre autres la chromatographie en phase gazeuse (CG) couplée à divers systèmes de détection, notamment l'ionisation de flamme, la capture d'électrons, la spectrométrie de masse (SM) et des détecteurs spécifiques azote-phosphore. La GC/MS  est utilisée par le CEAEQ (Centre Analyse Environnemental Du Québec) où l'échantillon est extrait dans un extracteur liquide-solide ;élué au dichlorométhane et concentré par évaporation ; ensuite analysé au moyen d'un spectromètre de masse muni d'un piège ionique et le seuil de détection (s.d.) est 0,1 μg·l-1]. Dans le cas du détecteur spécifique azote phosphore (méthode 507 de l'EPA des É.-U.), ici l'échantillon est extrait au dichlorométhane, séché, concentré avec de l'oxyde de méthyle et de butyle tertiaire ensuite analysé grâce au détecteur azote-phosphore, tandis que le seuil de détection (s.d.) est de  0,13 μg·l-1]. Pour ces méthodes, le seuil de quantification moyen serait environ de 0,2  à   1,3 μg·l-1. Dans le cas de la détection par capture d'électrons (méthode 505 de l'EPA des É.-U.). L’extraction se fait à l'hexane ; le seuil de détection de 2,4 μg·l-1, il est trop élevé pour la surveillance environnementale.

### Dépollution
L'eau peut être traitée avant de circuler dans le réseau d'eau potable, mais on ne peut traiter par tous types de moyens les masses d'eau souterraines et superficielles polluées. Paradoxalement, selon une étude publiée en 2009, des plantes devenues tolérantes à l'atrazine à la suite de son usage intensif, ont appris à dégrader ces molécules en les métabolisant grâce à des enzymes de détoxication. Certaines, telles qu'une herbacée commune (Lolium multiflorum) pourraient servir à décontaminer les sols pollués par ce pesticide ; En effet, les souches résistantes de L. multiflorum testées en laboratoire (en microcosmes) se sont montrées capables d'accélérer de 20 % les capacités de dégradation de l'atrazine de l'écosystème. Leur implantation dans les bandes enherbées permettrait d'améliorer la dépollution des bassins versants contaminés par l'atrazine.

## Autres dénominations
2-chloro-4-(2-propylamino)-6-éthylamino-s-triazine, 2-chloro-4-éthylamino-6-isopropylamino-1,3,5-triazine, 2-chloro-4-éthylamino-6-isopropylamino-s-triazine, 2-chloro-4-(isopropylamino)-6-éthylamino-s-triazine, ortho St. Augustine Weed and Feed, 6-chloro-N-ethyl-N'-isopropyl-1,3,5-triazine-2,4-diamine, A 361, aatrex, aatrex 4 L, aatrex 80W, aatrex nine-o, actinite pk, akticon, aktikon, aktikon pk, aktinit a, aktinit pk, argézine, atazinax, atranex, atrasine, atrataf, atratol, atratol a, atrazine, atrazine 4 L, atrazine 80W, atrazine, atrazines, primatol, atred, atrex, attrex, ATZ, azinotox 500, candex, cékuzina-t, chromozine, Crisamina, crisatrina, crisazine, Crisazina, Cyazine, Extrazine II, farmco atrazine, fénamine, fénatrol, fogard, g 30027, geigy 30,027, gésaprim, gésaprim 50, gésaprim 500, gésoprim, griffex, griffex 4 L, hungazin, hungazin pk, inakor, laddock, maizina, mébazine, oléogésaprim, oléogésaprim 200, pitézine, primatol, primatol A, primaze, radizine, Scotts bonus type S, strazine, triazine a 1294, vectal, vectal SC, weedex, weedex a, wonuk, zéaphos, zéapos, zéazine, orhanus.